# 波尼奥
波尼奥（義大利語：Pogno），是意大利诺瓦拉省的一个市镇。总面积10平方公里，人口1549人，人口密度154.9人/平方公里（2009年）。ISTAT代码为003120。